# 香港傳媒
香港傳媒是指香港的大眾媒體，隨着資訊發達和良好的新聞自由環境，加上傳統印刷及電子傳媒均對外開放，香港中、英文及其他語言傳媒事業均發展蓬勃。截至2019年11月30日，香港傳播媒介除有82份日報和531份期刊（當中包括多份電子報章），還有三家本地免費電視節目服務持牌機構、兩家本地收費電視節目服務持牌機構、12家非本地電視節目服務持牌機構、一家政府電台以及兩家聲音廣播持牌機構。根據《香港基本法》享有言論自由，但事實上香港的新聞自由指數近年每況愈下。
香港電訊業科技發達，加上國際社會對香港事務十分關注，因此吸引了不少國際通訊社、行銷全球的報章和海外廣播公司，在香港設立亞太區總部或辦事處；多份區域刊物亦在香港印刷和發行。唯《港區國安法》實施後，新聞環境每況愈下而多家國際傳媒機構已經陸續撤出香港。但据中國外交部數據，外媒記者人數不減反增。 

## 報章
截至2019年11月30日，香港註冊報章有53份中文日報、12份英文日報（包括一份以失明人士點字印製的報章）、13份中英文雙語日報和4份日語報章。中文報章中，有46份以報道香港和世界新聞為主。
香港是一些亞太區刊物的業務基地，例如《讀賣新聞》衛星版和多份商業貿易雜誌。《金融時報》、《亞洲華爾街日報》、《今日美國》國際版、《國際紐約時報》和《日本經濟新聞》也在香港刊印。
香港一家英文報社與香港盲人輔導會合作，每日出版一份以失明人士點字印製的報章。一份英文日報和四份中英文雙語日報，亦通過互聯網發行網上版。

## 雜誌刊物
香港是一些亞太區刊物的業務基地，例如《時代》、《遠東經濟評論》（已經停刊）和多份商業貿易雜誌。本地主要有《壹週刊》（已經停刊）、《東週刊》等，內容包括香港時事、香港娛樂新聞和專欄等。以娛樂為主的雜誌出版相當蓬勃，如《明報周刊》、《東方新地》等。

## 電視廣播
香港的電視廣播發展蓬勃，為本地觀眾和聽眾提供多元化的服務。香港觀眾可收看本地和海外逾200條以多種語言廣播的地面和衛星電視頻道（免費）或收費電視頻道。香港也是亞太區的廣播樞紐，13個持牌機構通過衛星為亞太區的觀眾提供逾100條電視頻道。隨着地面電視廣播機構逐步採用數碼廣播，政府正着手更新現行的規管制度，以配合市場引進嶄新科技。
第三間免費商營電視台，佳藝電視在1975年開台，但1978年宣佈因財政陷入困境而停業。2016年，亞洲電視免費電視牌照結束，ViuTV其後在4月6日開台，而奇妙電視（現稱香港開電視）於2017年5月14日正式啟播。

## 電台廣播
香港設有三家商營電台和多個網路電台。
公營廣播電台方面，香港政府自1928年6月28日起開始營辦香港電台，現時為本地聽眾提供7個電台頻道，另有共6個電台頻道分別由兩間商營電台營運。

## 網路電視
香港的網路電視多於YouTube頻道播放，部分設有直播服務。這裡所指的是擁有類似於電視台形式製作的網台，最早期的網上電視約於2008年出現。在香港主要的網路電視包括myTV、香港製造網路電視等。以往亦有香港電視、蘋果日報旗下的蘋果動新聞和9:30蘋果新聞報道等。

## 網路電台
由於大氣電波使用甚廣但容量有限，政府只容許某些擁有被發牌的機構利用大氣電波進行廣播。有見及此，香港有不少網民紛紛建立自己的網上電台，最早期的網上電台約於2000年出現。在香港主要的網路電台包括香港網路廣播電台、熱血時報、D100、MyRadio、城寨、Our Radio、NEW TV （页面存档备份，存于）、龍耳電視、謎米香港等。

## 相關政府及司法部門

### 香港電台
香港電台是香港特別行政區政府商務及經濟發展局轄下的政府部門，同時也是香港唯一的公共廣播機構及香港廣播史上首間廣播機構，現任廣播處長為李百全。

### 通訊事務管理局
通訊事務管理局是通訊業及廣播業的法定規管機構，由來自社會各界的9名非官方人士及3名官方人士組成。通訊局的主要職責，是確保電訊服務，電視和電台的節目和廣告內容，以及技術方面的服務表現，均達適當標準。為此，廣管局定期通過電訊，電視及電台諮詢計劃和焦點小組討論，蒐集公眾意見。通訊局也負責制定持牌機構必須遵守的有關節目、廣告和技術服務的業務守則，並執行《廣播條例》中有關競爭的條文。此外，通訊局須就聲音廣播牌照及本地免費和收費電視節目服務牌照的申請和續牌事宜，向行政長官會同行政會議提交建議。
廣播政策的目標是通過促進競爭，增加節目的選擇和種類，以及利便新穎和創新廣播服務的推出，從而鞏固香港作為區內廣播樞紐的地位。

### 民政事務局
民政事務局局長負責制定資訊和有關事務的整體政策。政府新聞處處長則就政府發布政策的方式，以及香港和海外的公關事宜，向政府提供意見。他們的主要工作目標是確保大眾能夠公開交流資訊，使傳播媒介充分了解政府的計劃、政策和工作，以及在外地推廣香港的形象。

### 政府新聞處
政府新聞處擔任政府的公關顧問，負責政府的新聞、出版和宣傳工作。該處是政府與傳播媒介之間的橋樑，並通過傳媒提高市民對政府政策、決定和工作的認識。
政府新聞處轄下設有4個科，分別是本地公共關係科、宣傳及推廣科、香港以外地區公共關係科和行政科。

#### 本地公共關係科
本地公共關係科督導政府各局和部門新聞組工作。該科找出爭議所在，指引各新聞組制定公關策略，加以監督，並提供意見。
本地公共關係科轄下的新聞組全日24小時與傳媒保持直接聯繫，向63家報館、通訊社、電視台、電台及其他機構發布政府消息。該組負責撰寫中英文版新聞稿，並利用新聞資訊電腦化系統傳送給傳媒機構。此外，“數碼圖片系統”可讓新聞機構查閱和下載政府圖片。該組亦提供全日24小時的新聞查詢服務。
大眾傳播研究組製備中英文報章、電台和電視台的每日新聞及社評摘要，並就政府關注的事項編寫專題報告。

#### 宣傳及推廣科
宣傳及推廣科負責協助各局和部門在香港和香港以外地方舉辦宣傳活動。大部分政府刊物的出版、創作設計和攝影工作，也由該科執行。
宣傳及推廣科編印和發行印刷品約5,000項，並出版各類政府刊物，包括香港年報。該科每年發行大量免費派發的印刷品，包括小冊子、單張、手冊、海報和各類政府表格。宣傳及推廣科也通過銷售小組的銷售處和網上“政府書店”，售賣政府出版的書籍及各類印刷品，2004年的銷量約為63萬7470份。

#### 香港以外地區公共關係科
香港以外地區公共關係科協助制定和推行政府的海外公共關係及聯絡溝通策略，並就有關策略提供意見。該科轄下的海外公共關係組與香港特別行政區（香港特區）政府駐外經濟貿易辦事處緊密合作，密切留意香港在海外的形象，加以推廣。該組又推行訪客計劃，邀請外地新聞從業員訪港，讓他們進一步認識香港。該組向94家駐港外國傳媒機構提供服務。訪港記者如須索取資料，或要求採訪任何人士，該組會提供協助。
此外，該組又統籌製作有關香港的宣傳品，在世界各地派發。
香港品牌管理組負責宣傳香港的形象標誌——香港品牌。香港品牌是推動香港成為“亞洲國際都會”的台階。香港品牌管理組與政府部門和私營機構合作，在海外和香港舉辦有關“香港品牌”的推廣活動。
探訪事務及國際會議組統籌政府新聞處的“訪客贊助計劃”，代表香港特區政府邀請港外的具影響力人士和政策制訂者來港訪問，以增進他們對香港的了解。該組也為其他以私人性質訪港（即訪港活動非由“訪客贊助計劃”資助）的貴賓安排訪港行程。
探訪事務及國際會議組統籌“海外講座計劃”，以加強外國投資者對香港的信心。此外，該組又協助各局和部門物色適合在香港舉行的國際會議。

## 政府網頁
目前，政府各局和部門均設有中英文網頁，並就特別活動或項目設立專題網頁。香港政府一站通（http://www.gov.hk （页面存档备份，存于））是香港特區政府的主網頁，所有政府網頁均可由該主網頁接達。
香港政府一站通取代昔日的政府資訊中心，提供各類資訊，包括全日24小時即時新聞、諮詢文件及其他專題資料，方便市民了解香港的最新發展和取得重要的資訊。市民也可通過網站，使用各部門和機構一系列的電子化服務，包括遞交報稅表、預約申請智能身分證、繳交政府收費、購買政府刊物等。
政府新聞處製作的香港政府新聞網（http://www.news.gov.hk （页面存档备份，存于））是香港特區政府在互聯網上的電子報。這個互動多媒體網站可以迅速向市民提供全面的政府消息、觀點及資訊，大大增加了政府的透明度。

## 中國官方在港通訊社
- 新華通訊社香港分社暨亞太總分社 XHNA（1947-）
- 香港中国通讯社 CNA（1956-）
- 中國評論通訊社 CRNA（2005-）

## 相關參見
- 香港傳媒爭議
- 新聞自由指數
- 反對逃犯條例修訂草案運動中香港警察對傳媒記者的濫權及暴力